# 武汉铁路轮渡
武汉铁路轮渡是曾经来往于湖北省武汉市江岸区和武昌区之间、连接京汉铁路和粤汉铁路、横跨长江的火车轮渡。

## 背景
早在1906年，京汉铁路就已通车，并在汉口一侧建成了汉口江岸站。12年后，粤汉铁路湖北至湖南的区间通车，并与株萍铁路接轨，还在武昌的徐家棚附近设立了徐家棚车站。两座车站和两条铁路隔江相望，但是无法相连；因此，来往江两岸的乘客只能带着行李，在下车后换乘轮渡，到达江对岸后再登上另一趟列车，而货物则需要工人从列车上搬下来，再搬上轮船，最后再由江对岸的工人搬上另一趟列车。

## 计划与建设
1917年8月，平汉铁路局致信中華民國交通部，建议开办与粤汉铁路的轮渡联运业务；1年后的11月，平汉铁路局拟定了江岸站和徐家棚站作为轮渡连接的车站，轮渡的运营则由平汉铁路局管理。随后，平汉铁路局划拨了4艘，粤汉铁路局划拨了2艘，交通部也划拨了2艘共8艘轮船为轮渡服务。1921年1月10日，轮渡船票正式对外发售，然而5个月后，由于轮渡持续产生亏损，平汉铁路局向交通部请求停办；虽然交通部下令让粤汉铁路局接手，但是粤汉铁路局也因为经济困难而无法从命。1925年，平汉轮渡处设立，但是轮渡未能重启。
1932年，桥梁专家李文骥发布《武汉跨江铁桥计划》，呼吁修建跨长江的大桥（即后来的武汉长江大桥）。李文骥在《计划》中认为，长江在汉口附近的水位变化幅度达50英尺（15），是南京附近的2倍，因此相比南京铁路轮渡，武汉轮渡的引桥长度和升降高度将翻倍，导致建设和维护费用也成比例增加。

## 启用

### 开通
粤汉铁路通车1年后，轮渡于1937年3月10日开通。在武汉长江大桥通车前，列车只能通过这个轮渡系统来往于京汉铁路和粤汉铁路之间。江北到江南的列车会先在大智门火车站下客，让乘客先乘船渡江，再驶入江岸站解编，接着调车机车将车厢推上轮船，而车头则去牵引其他的列车。2小时后，轮船到达江南的徐家棚站，列车重新编组，待编组完成、新车头接上后，等候多时的乘客再重新上车，继续接下来的旅程。这种新颖的交通方式在市民们口中成为了武汉一大“怪”——“火车要靠轮渡载”。

### 运营
在开通初期，轮渡所使用的船只是木制的，所以每天只能运送6-7对列车、不足50节车厢，一年下来发送的货物有10余万吨，载运旅客6-7万人:259。后来轮渡购入蒸汽船后，每天投入运营的船达到了4艘，分别为“北京号”、“上海号”、“汉口号”、“南昌号”，其中“北京号”最大，能一次装载12节车厢；轮渡每天能运送2000节车厢，其中以货车居多。
中国抗日战争爆发后，轮渡的轮船和设施都在武汉沦陷前转移到了重庆，后在日本投降后才恢复。
到1954年，日均渡江车数由1953年的492辆增加到518辆，1955年又提高到554辆:313。
承担乘客运输的客运轮渡共有渡轮7艘，木驳3艘，趸船2艘，持有火车票的旅客、铁路系统职工和家属可以免费乘坐:465。
在抗日战争胜利后，轮渡由衡阳铁路局武昌客运段轮渡所经营，兼顾武汉市民的通勤需求。1953年5月18日起，这条路线被移交给武汉轮渡公司，后在长江大桥通车后停运。:465

## 停用后
随着武汉长江大桥建成，京汉铁路和粤汉铁路成功贯通并更名为京广铁路，列车不再需要通过轮船摆渡，于是轮渡所属的4艘轮船也被调往芜裕铁路轮渡。当时正是一五计划和二五计划实施期间，武钢和一冶工厂的工人急剧增加，所以轮渡没有停运，而是承担起了这些工人的通勤。
由于当时中華人民共和國政府与周边地区关系紧张，中国人民解放军防御能力不够强大，为避免长江大桥在战争中被攻击，影响长江两岸的交通（尤其是107国道和京广铁路），轮渡又于1966年，作为战备码头保留。1967年，长100多米的“武汉号”轮渡投入使用；随后，原先在此服役的“浦口号”也被调往芜湖。1996年，码头举行了一次战备演习。
轮渡现隶属于武汉铁路局武汉桥工段轮渡车间管理。
汉口一侧的客运码头在停用后从铁道部移交给武汉轮渡公司，转而承担起武汉市内的通勤，至今仍在运营。

### 江岸站战备码头（江岸下河线）
原江岸下河线位于该江岸站站北区北场以东，曾有5条码头线1条土码头线，格局与武昌北站一致。轮渡停运后，车站将下河低线交由港务局使用，撤除走行线及下河高线外的全部轨道设施，但仍保留码头设施，以便需要时可迅速启用。但据USGS公开的影像显示，自70年代始，泥沙逐渐在江岸站一侧长江江岸堆积，适航水域距离码头越来越远，至本世纪初时，江岸站下河线已被完全淤塞。
2010年，江岸站缩筑，北场重新建造为新的江岸站站场，下河线走行线在此过程中彻底拆除。
如今，供列车上下船的码头已被汉口江滩公园三期工程覆盖，没有任何踪迹。

### 武昌北站战备码头（武昌北下河线）

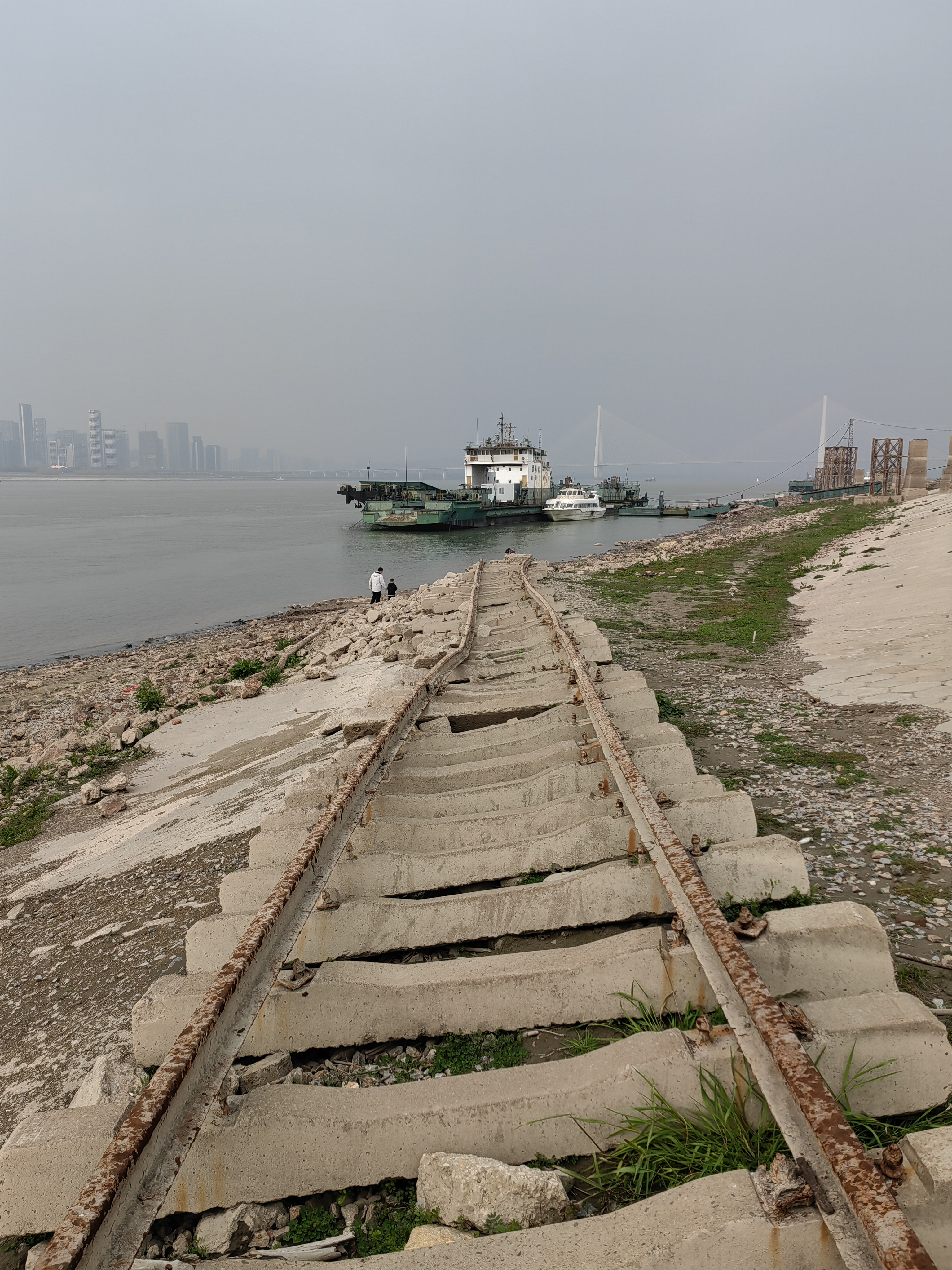
码头轨道遗迹及“武汉号”轮渡（2023年）

徐家棚战备码头位于武昌区，距武汉长江二桥武昌一侧的桥头约700米。有一条铁轨从武昌北环线分出，在跨过公路后向着江岸边延伸，并沿着江岸的石坡往下；在这条铁路的尽头有5排从高到低的水泥墩，墩的上部预留了铺设枕木和轨道的位置，是为在长江水位不同时铺设轨道而准备的；这就是徐家棚战备码头原址的全貌。2012年11月1日，武汉海事局发布通告，表示将为战备码头选择新的地址；码头最终在2019年与武昌北环铁路一道停用。
2022年夏天，由于长时间的高温，长江水位持续走低，曾是轮渡引桥一部分的水泥墩、钢架和轨道在徐家棚附近的江边“重见天日”，吸引了一些市民前来拍照留念；一座钢架上的铭文显示，钢架由汉阳铁厂在1912年9月打造。文保单位透露，此前有人损坏轮渡遗留的部件，他们已联系公安机关和遗址权属单位打击损坏文物的行为。
“武汉号”轮渡依然停泊在徐家棚战备码头的原址附近。

## 纪念
在北岸的轮渡原址上，武汉市政府设立了“粤汉码头”的石碑、詹天佑雕像和一台蒸汽机车，作为汉口江滩景观长廊的一部分。另一边，为缓解武昌的交通状况，南岸的武昌北环线和徐家棚站已经拆除，预计将改造为铁路主题的公园，成为武昌“城市阳台”的一部分。